# Lahang Hulu
Lahang Hulu is een bestuurslaag in het regentschap Indragiri Hilir van de provincie Riau, Indonesië. Lahang Hulu telt 3133 inwoners (volkstelling 2010).